# Idaea prionodonta
Idaea prionodonta är en fjärilsart som beskrevs av Louis Beethoven Prout 1932. Idaea prionodonta ingår i släktet Idaea och familjen mätare. Inga underarter finns listade i Catalogue of Life.